# Zosterops griseovirescens
Zosterops griseovirescens là một loài chim trong họ Zosteropidae.